# Шелкопряды (род)
Шелкопряды (Bombyx) — род бабочек из семейства Настоящие шелкопряды. Гусеницы питаются растениями семейства Тутовые (Moraceae), особенно рода Шелковица (Morus).

## Виды
Включает в себя виды:
- Дикий тутовый шелкопряд
- Тутовый шелкопряд
- Bombyx horsfieldi (Moore, 1860)
- Bombyx huttoni Westwood, 1847
- Bombyx incomposita van Eecke, 1929
- Bombyx lemeepauli Lemée, 1950
- Bombyx rotundapex Miyata & Kishida, 1990
- Bombyx shihi Park and Sohn, 2002